# Insat

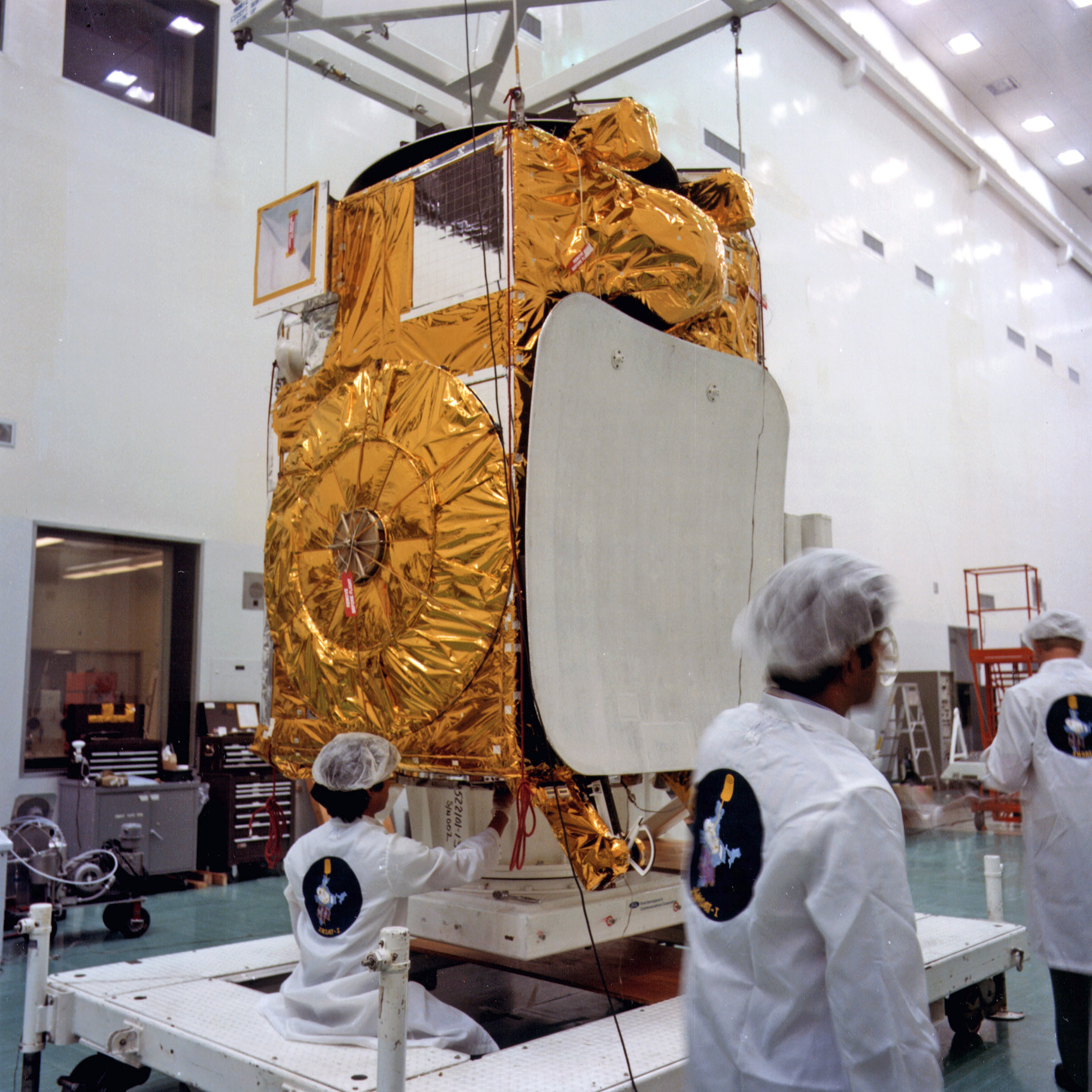
Insat-1B

Insat (englisch Indian National Satellite System) ist ein indisches, geostationäres Satellitensystem, das sowohl Kommunikationsdienste anbietet als auch zusätzlich mit meteorologischen Beobachtungen und Search-and-Rescue-Aufgaben betraut ist.
Das Satellitensystem mit den zugehörigen 31 Bodenstationen wurde 1980 offiziell in Dienst gestellt und sollte von Anfang mehrere Aufgaben erfüllen. So sollte es Telefoniekanäle und Datenverbindungen, Rundfunk- und Fernsehprogramme und Wetterdaten liefern. Dazu kam noch die Übertragung von meteorologischen, ozeanografischen und hydrologischen Daten von automatischen Sammelplattformen zur Bodenstation. Am Anfang wurde nur der nachrichtentechnische Betrieb mit gemieteten Satelliten vom Typ Symphonie, Intelsat und Horizont aufgenommen.
Der erste eigene Satellit der Serie (der in den USA hergestellte Insat-1A) wurde am 10. April 1982 von Cape Kennedy in den USA mit einer Delta-3910-PAM-Rakete gestartet. Der Start in die hochelliptische Übergangsbahn (185 × 36.000 km) war erfolgreich. Es kam zwar zu Schwierigkeiten beim Aufklappen der Hauptkommandoantenne, dennoch konnte der Satellit letztlich erfolgreich auf dem Längengrad von Neu-Delhi über dem Äquator stationiert werden. Über ihn war die Übertragung von 4300 Fernsprechverbindungen, 94 Rundfunkprogrammen und zwei Fernsehprogrammen (Bildungsprogramme) möglich. Gleichzeitig verfügte der kastenförmige Flugkörper (1,42 m × 1,55 m × 2,18 m) von 450 kg Masse über (für die damalige Zeit) hochauflösende Radiometer im sichtbaren und infraroten Spektralbereich für meteorologische Aufgaben wie zum Beispiel der Zyklonbeobachtung und Vorhersage. Gesteuert wurde der Satellit von der Kontrollstation in Hassan (Bundesstaat Karnataka). Da der Satellit schon nach etwa 150 Tagen ausfiel, wurde am 31. August 1983 als Ersatz Insat-1B vom Space Shuttle Challenger in den Orbit gebracht.

## Liste der Satelliten
Stand der Liste: 20. Februar 2024
| Satellit  | Andere Bez.             | Startdatum     | Trägerrakete        | Gewicht | NSSDC ID  | Position          | Status       | Anmerkungen                                                                                               |
| --------- | ----------------------- | -------------- | ------------------- | ------- | --------- | ----------------- | ------------ | --- |
| Insat-1A  |                         | 10. April 1982 | Delta-3910/PAM-D    | 1152 kg | 1982-031A | 74° Ost           | inaktiv      | Aufgegeben am 6. September 1982                                                                           |
| Insat-1B  |                         | 30. Aug. 1983  | Space Shuttle STS-8 | 1152 kg | 1983-089B | 74° Ost           | inaktiv      | Abgeschaltet im August 1993                                                                               |
| Insat-1C  |                         | 21. Juli 1988  | Ariane 3            | 1190 kg | 1988-063A | 93,5° Ost         | inaktiv      | Kontaktverlust am 22. November 1989                                                                       |
| Insat-1D  |                         | 12. Juni 1990  | Delta-4925          | 1190 kg | 1990-051A | 83° Ost           | inaktiv      | Abgeschaltet am 14. Mai 2002                                                                              |
| Insat-2A  |                         | 9. Juli 1992   | Ariane 44L          | 1906 kg | 1992-041A | 74° Ost           | inaktiv      | Abgeschaltet am 30. Mai 2002                                                                              |
| Insat-2B  |                         | 22. Juli 1993  | Ariane 44L          | 1906 kg | 1993-048B | 93,5° Ost         | inaktiv      | Abgeschaltet am 1. Juli 2004                                                                              |
| Insat-2C  |                         | 6. Dez. 1995   | Ariane 44L          | 2106 kg | 1995-067B | 93,5° Ost         | inaktiv      | Ausfall im Januar 2013                                                                                    |
| Insat-2D  |                         | 3. Juni 1997   | Ariane 44L          | 2079 kg | 1997-027B | 93,5° Ost         | inaktiv      | Ausfall am 4. Oktober 1997                                                                                |
| Insat-2DT | Insat-2R, Arabsat-1C    | 26. Feb. 1992  | Ariane 44L          | 1360 kg | 1992-010B | 55° Ost           | inaktiv      | Arabsat-1C im Orbit gekauft und in Insat-2DT umbenannt, Ersatz für Insat-2D, abgeschaltet im Oktober 2004 |
| Insat-2E  | Intelsat APR-2          | 2. April 1999  | Ariane 42P          | 2550 kg | 1999-016A | 83° Ost           | inaktiv      | |
| Insat-3A  |                         | 9. April 2003  | Ariane 5G           | 2950 kg | 2003-013A | 93,5° Ost         | inaktiv      | Abgeschaltet am 8. November 2016                                                                          |
| Insat-3B  |                         | 21. März 2000  | Ariane 5G           | 2070 kg | 2000-016B | 83° Ost           | inaktiv      | Abgeschaltet am 2. November 2010                                                                          |
| Insat-3C  |                         | 23. Jan. 2002  | Ariane 42L          | 2750 kg | 2002-002A | 74° Ost           | inaktiv      | Abgeschaltet im Jahr 2014                                                                                 |
| Insat-3D  |                         | 25. Juli 2013  | Ariane 5 ECA        | 2061 kg | 2013-038B | 82° Ost           | aktiv        | |
| Insat-3DR |                         | 8. Sep. 2016   | GSLV Mk II          | 2211 kg | 2016-054A | 74° Ost           | aktiv        | Verbessertes Modell des Insat-3D                                                                          |
| Insat-3DS |                         | 17. Feb. 2024  | GSLV Mk II          | 2274 kg | 2024-033A | 74° Ost (geplant) | gestartet    | Ersatz für Insat-3D                                                                                       |
| Insat-3E  |                         | 27. Sep. 2003  | Ariane 5G           | 2750 kg | 2003-043E | 55° Ost           | inaktiv      | Abgeschaltet im März 2014                                                                                 |
| Insat-4A  |                         | 21. Dez. 2005  | Ariane 5GS          | 3081 kg | 2005-049A | 83° Ost           | inaktiv      | Abgeschaltet am 21. Oktober 2019                                                                          |
| Insat-4B  |                         | 11. März 2007  | Ariane 5 ECA        | 3028 kg | 2007-007A | 93,5° Ost         | inaktiv      | Abgeschaltet am 24. Januar 2022                                                                           |
| Insat-4C  |                         | 10. Juli 2006  | GSLV Mk I           | 2168 kg | 2006-F02  | 74° Ost           | zerstört     | Satellit ging bei Fehlstart verloren                                                                      |
| Insat-4CR |                         | 2. Sep. 2007   | Ariane 5GS          | 2168 kg | 2007-037A | 74° Ost           | inaktiv      | Ersatzsatellit für Insat-4C, niedrigerer Orbit erreicht als geplant, abgeschaltet am 24. November 2020    |
| Insat-4D  | GSAT-5, GSAT-5P         | -              | GSLV Mk II          | 2250 kg | –         | –                 | nicht gebaut | Satellit wurde storniert und später als GSAT-5P erneut gebaut, ging jedoch bei einem Fehlstart verloren   |
| Insat-4E  | GSAT-6                  | 27. Aug. 2015  | GSLV Mk II          | 2117 kg | 2015-041A | 83° Ost           | aktiv        | |
| Insat-4F  | GSAT-7, INAV-1, Rukmini | 29. Aug. 2013  | Ariane 5 ECA        | 2650 kg | 2013-044B | 74° Ost           | aktiv        | |
| Insat-4G  | GSAT-8                  | 20. Mai 2011   | Ariane 5 ECA        | 3150 kg | 2011-022A | 55° Ost           | aktiv        | |